# Combere
Combere ist ein Ort in Äquatorialguinea im Süden der Provinz Litoral.

## Geographie
Die Stadt liegt im Süden der Provinz an einer der größeren Straßen, die von Mbini nach Süden führt, südlich der Stadt Bitica. Im Süden schließt sich Mongoy an.

## Klima
Nach dem Köppen-Geiger-System zeichnet sich Combere durch ein tropisches Klima mit der Kurzbezeichnung Am aus.